# Guerre hispano-portugaise de 1762-1763
Guerre de Sept Ans
Batailles
- Minorque (navale) (1756)
- Pirna (1756)
- Lobositz (1756)
- Reichenberg (1757)
- Prague (1757)
- Kolin (1757)
- Hastenbeck (1757)
- Gross-Jägersdorf (1757)
- Moys (1757)
- Rochefort (1757)
- Rossbach (1757)
- Breslau (1757)
- Leuthen (1757)
- Carthagène (navale) (1758)
- Olomouc (1758)
- Saint-Malo (1758)
- Rheinberg (1758)
- Krefeld (1758)
- Domstadl (1758)
- Cherbourg (1758)
- Zorndorf (1758)
- Saint-Cast (1758)
- Tornow (1758)
- Lutzelberg (1758)
- Hochkirch (1758)
- Bergen (1759)
- Kay (1759)
- Minden (1759)
- Kunersdorf (1759)
- Neuwarp (navale) (1759)
- Hoyerswerda (1759)
- Baie de Quiberon (navale) (1759)
- Maxen (1759)
- Meissen (1759)
- Glatz (1760)
- Landshut (1760)
- Corbach (1760)
- Emsdorf (1760)
- Dresde (1760)
- Warburg (1760)
- Liegnitz (1760)
- Rhadern (1760)
- Berlin (1760)
- Kloster Kampen (1760)
- Torgau (1760)
- Belle-Île (1761)
- Langensalza (1761)
- Cassel (1761)
- Grünberg (1761)
- Villinghausen (1761)
- Ölper (1761)
- Kolberg (1761)
- Wilhelmsthal (1762)
- Burkersdorf (1762)
- Lutterberg (1762)
- Reichenbach (1762)
- Almeida (1762)
- Valencia de Alcántara (1762)
- Nauheim (1762)
- Vila Velha de Ródão (1762)
- Cassel (1762)
- Freiberg (1762)

- Jumonville Glen (1754)
- Fort Necessity (1754)
- Fort Beauséjour (1755)
- 8 juin 1755
- Monongahela (1755)
- Petitcoudiac (1755)
- Lac George (1755)
- Fort Bull (1756)
- Fort Oswego (1756)
- Kittanning (1756)
- En raquettes (1757)
- Pointe du Jour du Sabbat (1757)
- Fort William Henry (1757)
- German Flatts (1757)
- Lac Saint-Sacrement (1758)
- Louisbourg (1758)
- Le Cran (1758)
- Fort Carillon (1758)
- Fort Frontenac (1758)
- Fort Duquesne (1758)
- Fort Ligonier (1758)
- Québec (1759)
- Fort Niagara (1759)
- Beauport (1759)
- Plaines d'Abraham (1759)
- Sainte-Foy (1760)
- Neuville (1760)
- Ristigouche (navale) (1760)
- Mille-Îles (1760)
- Signal Hill (1762)

- Cap-Français (1757)
- Martinique (1759)
- Guadeloupe (1759)
- Dominique (1761)
- Martinique (1762)
- Cuba (1762)

- Chandernagor (1757)
- Plassey (1757)
- Gondelour (1758)
- Négapatam (navale) (1758)
- Condore (1758)
- Madras (1758)
- Pondichéry (navale) (1759)
- Masulipatam (1759)
- Chinsurah (1758)
- Wandiwash (1760)
- Pondichéry (1760-1761)
- Manille (1762)

- Saint-Louis (1758)
- Gorée (1758)
- Gambie

La guerre hispano-portugaise de 1762-1763 prend place dans le cadre de la guerre de Sept Ans, dont elle constitue une facette. Officiellement, elle oppose les deux grands États de la péninsule Ibérique. Mais dans la mesure où chacun d'eux fait partie d'une grande alliance différente, on assiste en réalité à l'affrontement de deux armées binationales, avec la France qui combat aux côtés de l'Espagne dans le cadre du Pacte de famille, et la Grande-Bretagne qui combat aux côtés du Portugal dans le cadre de l'Alliance anglo-portugaise.
D'un point de vue stratégique, pendant cette guerre, les forces anglo-portugaises emploient deux méthodes de combat innovantes, qui connaîtront un développement important un demi-siècle plus tard en Europe, à partir des guerres napoléoniennes, et plus largement partout dans le monde aux XIXe et XXe siècles : la guerre de guérilla menée avec une grande efficacité par les milices portugaises contre les troupes franco-espagnoles, et la politique de la terre brûlée pratiquée par le comte de Schaumbourg-Lippe qui commande l'armée régulière anglo-portugaise. Par l'association de ces deux tactiques, sans livrer de grande bataille frontale, l'alliance anglo-portugaise parvient à mettre totalement en déroute l'armée franco-espagnol, pourtant cinq fois supérieure en nombre, en lui infligeant des pertes immenses, avec la moitié de ses hommes tués, blessés ou prisonniers.
Ce conflit, qui se solde par une victoire décisive de l'Alliance anglo-portugaise, force la France et l'Espagne à signer le traité de Paris en 1763, qui consacre la suprématie britannique sur le continent et dans le monde, et entraîne la perte du Canada français. Parce qu'aucune bataille majeure n'y fut disputée, malgré le nombre élevé de mouvements de troupes, cette guerre est connue dans l'histoire portugaise sous le nom de Guerre Fantastique (Guerra Fantástica en portugais et espagnol).

## Contexte
Depuis 1754 en Amérique du Nord et 1756 en Europe et en Inde, la France et la Grande-Bretagne, alliées respectivement à l'Autriche et à la Prusse, s'opposent en une guerre coûteuse et intense. L'Espagne et le Portugal se sont au départ gardés d'intervenir dans le conflit. Leurs différends à propos de leurs colonies d'Amérique du Sud (les deux y étant alors solidement implantées) avaient été réglés par le traité de Madrid de 1750. Richard Wall, premier ministre du roi Ferdinand VI d'Espagne, s'était également opposé aux partis pro-français qui souhaitaient l'entrée en guerre du pays aux côtés de la France de Louis XV. 
Les choses changent cependant à la mort de Ferdinand VI en 1759. C'est son jeune frère, Charles III, qui lui succède alors. Plus ambitieux, celui-ci a comme principal objectif de maintenir l'Espagne dans le concert des grandes puissances aussi bien coloniales que continentales, à une époque où le déclin du royaume sur le plan politique se fait de plus en plus jour. 
En 1761, la France, dont la maison royale (Bourbon) était d'une branche familiale parallèle à celle d'Espagne (Bourbon-Anjou), semble perdre la guerre face à son ennemie britannique, qui lui a confisqué son empire colonial en Amérique du Nord et qui multiplie les victoires sur les océans, s'assurant bientôt le contrôle des mers et du commerce maritime. En outre, l'Espagne subit elle aussi, bien que neutre, les attaques de corsaires britanniques à son encontre et dans ses eaux, la poussant à demander une indemnisation à la suite de ces pertes. Surtout, la victoire d'une Grande-Bretagne en Amérique et en Inde lui fait craindre l'éclatement du certain équilibre de domination qui existait jusque-là entre les puissances coloniales. Ne désirant aucunement rester face à l'Empire britannique trop puissant, Charles III signe un pacte de famille en août 1761, ce qui place l'Espagne en état d'alliance avec la France et d'hostilité avec la Grande-Bretagne. Il n'en faut pas plus pour que le pays entre à son tour dans la guerre aux côtés de la France en difficulté. 
De son côté, le Portugal avait récemment été frappé par le tremblement de terre de Lisbonne de 1755. Le premier ministre, Sebastião José de Carvalho e Melo, avait mobilisé toutes les forces de l'État dans la reconstruction de la ville, négligeant la défense des frontières par les forces armées, pour lesquelles il n'avait d'ailleurs que peu d'intérêt. Cependant, le pays, étroitement à l'Angleterre depuis le XIVe siècle, entretient en 1760 de nombreuses relations commerciales et politiques avec la Grande-Bretagne, et est très vite désigné comme l'allié ibérique de celle-ci contre l'Espagne.  
Par le traité d'El Pardo de 1761 entre l'Espagne et son voisin portugais, toutes les clauses du traité de Madrid sont désormais reconnues comme non avenues et nulles, ce qui rouvre les hostilités politiques entre les deux pays, à la suite de l'entrée en guerre de Madrid contre Londres.

## Les évènements
L'Espagne accepte, en accord avec la France, d'ouvrir un nouveau front contre le Portugal, qui, espère-t-on à Paris, pourra détourner l'attention des Britanniques et éloigner une partie des forces armées de ceux-ci (menaçant alors directement le territoire français) en direction de la péninsule Ibérique. Le 9 mai 1762, l'Espagne décide d'attaquer sur deux fronts: envahir le Portugal et lancer une offensive en Amérique du Sud, dans la région contestée de Colonia del Sacramento.

### Attaque«péninsulaire»
Profitant de la concentration des troupes portugaises à Lisbonne, l'armée franco-espagnole chargée d'envahir le Portugal, et composée de 40 000 hommes, concentre son offensive sur la frontière de la province de Trás-os-Montes e Alto Douro, enlevant la terre de Miranda, et les villes de Bragance et de Chaves. Ces réussites espagnoles contre ces forteresses mal défendues amènent rapidement le gouvernement portugais à solliciter l'aide de son allié britannique. La Grande-Bretagne envoie une force de 8 000 hommes, sous le commandement de John Burgoyne, soutenir les Portugais. Une armée anglo-portugaise plus vaste, de 15 000 soldats, est ensuite formée sous la direction de Frédéric-Guillaume de Schaumbourg-Lippe, qui est nommé commandant de l'armée portugaise par le Marquis de Pombal, et parvient finalement à enrayer puis repousser les envahisseurs, qui ont eu des pertes importantes, provoquées par les guérilleros portugais, les réguliers anglo-portugais et une tactique de la terre brûlée (25 000 hommes, morts, prisonniers et déserteurs).

### Guerre dans les colonies
En Amérique du Sud, une expédition espagnole sous les ordres du gouverneur de Buenos Aires, Pedro de Cevallos, est plus heureuse qu'en métropole, réussissant à capturer les établissements portugais de l'actuel Uruguay, dont l'objectif central, la ville de Colonia del Sacramento et Le Rio Grande do Sul (dans le sud du Brésil). En revanche, en 1763, les Portugais infligent une série de défaites successives aux Espagnols dans le Mato Grosso ,sur la rivière Guaporé, dans le Brésil central, et dans la vallée du Rio Negro, dans le Nord du Brésil.

## Conclusion
Au traité de Paris de 1763, qui scelle la guerre de Sept Ans entre les quatre grandes puissances continentales et impériales d'Europe occidentale : Grande-Bretagne, France, Portugal et Espagne, l'essentiel du statu quo antérieur au conflit entre les deux États ibériques est restauré. La Colonia del Sacramento est récupéré par les Portugais, tandis que Santa Tecla, San Miguel, Santa Teresa et Rio Grande de São Pedro sont gardés par les Espagnols.
En revanche, la France doit céder définitivement son statut de plus grande puissance mondiale, au profit de la Grande-Bretagne qui le conservera jusqu'à la Seconde Guerre mondiale. L'Empire britannique prend alors une position dominante en Inde, ainsi qu'en Amérique du Nord avec l'annexion de la Nouvelle-France tandis que le transfert de la Louisiane à l'Espagne confirme l'expulsion de la France du continent. La situation nouvelle créée jettera les fondations des révolutions américaines puis françaises.